# Мухаммад ибн Тумарт
Абу́ Абдулла́х Муха́ммад ибн Ту́март (араб. أبو عبد الله محمد بن تومرت‎; 1078 — 1130,  Марракеш) — мусульманский богослов, основатель движения Альмохадов. Автор ряда сочинений на берберском языке.

## Биография
Мухаммад ибн Тумарт с юности отличался религиозным рвением. Он получал образование сначала на родине, а затем в Кордове. В 1107 году Ибн Тумарт совершил паломничество в Мекку, жил также в Каире и Александрии. В Багдаде посещал медресе Низамия, возможно встречался с Абу Хамидом аль-Газали.

## Религиозные взгляды
Мухаммад ибн Тумарт строго придерживался тезиса о единобожии. Его последователи назывались аль-мувахиддун («единобожники») или альмохады. В 1116 году Ибн Тумарт вернулся в Магриб. В своих проповедях он выступал против правителей-Альморавидов, которые по его мнению искажали ислам. В 1120 после публичного диспута в Марракеше бежал в горы и поднял восстание. Его поддержали земледельческие племена оседлых берберов-масмуда. Его последователи провозгласили ибн Тумарта мессией-махди (1121).

## Государство Альмохадов
Резиденция Тинмаль в 75 км от Марракеша стала столицей альмохадов (1123). Теократическое государство, созданное Мухаммадом ибн Тумартом, строилось по образцу мединской общины пророка Мухаммада. Сам он выступал как религиозный и светский глава государства, законодатель и командующий войсками. При нём совершались массовые казни вероотступников. Мухаммад ибн Тумарт погиб во время неудачной осады Марракеша. Его смерть держали в тайне в течение трех лет.